# Nerone (Mascagni)
Nerone è un'opera in tre atti del compositore Pietro Mascagni (1935), su libretto di Giovanni Targioni-Tozzetti, tratto dal dramma Nerone di Pietro Cossa. La maggior parte delle musiche sono tratte dal progetto di opera Vistilia (1907), non andato poi in porto. La prima venne data il 16 gennaio 1935 al Teatro alla Scala di Milano sotto la direzione dello stesso Mascagni.

## Ruoli
| Personaggi            | Voce     | Cast prima, 16 gennaio 1935 (Direttore: Pietro Mascagni) |
| --------------------- | -------- | -------------------------------------------------------- |
| Atte                  | soprano  | Lina Bruna Rasa                                          |
| Claudio Cesare Nerone | tenore   | Aureliano Pertile                                        |
| Clivio Rufo           | basso    | Duilio Baronti                                           |
| Egloge                | soprano  | Margherita Carosio                                       |
| Epafrodìto            | baritono | Fabio Ronchi                                             |
| Faònte                | tenore   | Gino Del Signore                                         |
| Icèlo                 | tenore   | Giuseppe Nessi                                           |
| Menècrate             | baritono | Apollo Granforte                                         |
| Vinìcio               | baritono | Aristide Baracchi                                        |
| Nevio                 | tenore   | Ettore Parmeggiani                                       |
| Pastore               | tenore   | Nello Palai                                              |
| Babilio               | basso    | Tancredi Pasero                                          |
| Petronio              | basso    | Giuseppe Noto                                            |
| Mucrone               | basso    | Luciano Donaggio                                         |
| Eulogio               | basso    | Franco Zaccarini                                         |